# تانغ يوان
تانغ يوان (بالصينية: 唐渊) (2 مارس 1989 بغوييانغ في الصين - ) هو لاعب كرة قدم صيني في مركز الدفاع. لعب مع نادي غويزهو رينهي وYinchuan Helanshan F.C. ‏ وGuizhou F.C. ‏.

## وصلات خارجية
- تانغ يوان على موقع قاعدة بيانات كرة القدم.إي يو (الإنجليزية)
- تانغ يوان على موقع Soccerway.com (الإنجليزية)